# جزيرة الجزر

تعديل مصدري - تعديل

جزيرة الجزر هي أحد جزر اليمن وتقسم إدارياً كأحد أحياء مديرية البريقة بمحافظة عدن .

## روابط خارجية
- الجهاز المركزي للإحصاء بالجمهورية اليمنية
- المركز الوطني للمعلومات باليمن